# Бокарнея изящная
Бокарнея изящная (лат. Beaucarnea gracilis) — дерево, вид рода Бокарнея (Beaucarnea) семейства Спаржевые (Asparagaceae). Произрастает в мексиканских штатах Пуэбла и Оахака, эндемик экорегиона Теуаканской долины. Растёт преимущественно в засушливых тропических районах. Впервые описана в 1861 году Шарлем Лемером. Бокарнея изящная входит в секцию Papillatea.

## Описание
Бокарнея изящная — двудомное древовидное розеточное растение высотой от 6 до 12 м. Стебель образует сильно утолщённый каудекс диаметром от 1,5 до 2,5 м, шаровидный, серо-коричневый, с прямоугольной или многоугольной геометрической формой. Ветви тонкие, сильно разветвлённые. Листья жёсткие, бородавчатые, линейные, голубоватого цвета с мелкими зубцами по краям достигают 30-60 см в длину и 4-7 мм в ширину. Собраны в верхушечных розетках, в форме перевёрнутого конуса, с сосочками, расположенными в бороздках на верхней и нижней сторонах. Соцветие — метёлка длиной от 0,6 до 1 м, яйцевидное, от оранжевого до бледно-жёлтого цвета; цветоносы длиной от 15 до 20 см; первичные ветви длиной от 16 до 20 см, вторичные ветви длиной от 4 до 8 см, редкие; прицветники от бледно-зелёного до белого цвета. Мужские цветки по 4-6 в узле, цветоножки длиной 1-2 мм, сочленённые у основания, листочки околоцветника длиной 2-2,5 мм, шириной 1,5-2 мм, прямостоячие в период цветения (раскрытия цветка для опыления), желтовато-белые. Женские цветки по 4 в узле, цветоножки длиной 1,5-2,5 мм, листочки околоцветника длиной 1,5-2 мм, шириной 1-2 мм, желтовато-белые. Плод — коробочка, содержащая одно семя, длиной 7-9 мм и шириной до 10 мм. Семена треугольные, диаметром до 3 мм.

## Распространение и местообитание
Бокарнея изящная произрастает в Мексике в штатах Оахака и Пуэбла, особенно в ксерофитном регионе штата Оахака. Этот вид эндемичен для полузасушливой долины Теукан в штате Оахака. Встречается в ассоциации с Yucca periculosa, Agave marmorata, Agave triangularis и различными видами родов корифанта (Coryphantha) и маммиллярия (Mammillaria); произрастает в ксерофильных кустарниках на высоте 1300—2000 м над уровнем моря. Ему требуется небольшое количество осадков — от 300 до 700 мм в год, средняя температура — от 18 до 26 °C. Растение обычно встречается на неглубоких или песчаных почвах, не так требовательно к органическому веществу.

## Использование и охранный статус
В некоторых общинах долины Теуакан-Куикатлан листья используются для изготовления шляп и в религиозных обрядах, что, вероятно, не оказывает негативного влияния на растения. Тем не менее бокарнея изящная высоко ценится как декоративное растение, что ставит вид под угрозу, и в настоящее время он находится под угрозой исчезновения, главным образом из-за утраты и трансформации  среды обитания, а также незаконной добычи и коммерциализации образцов и семян за пределами ареалов. По данным МСОП, ареал вида не находится ни под одной из категорий охраны.

## Галерея

Бокарнея изящная
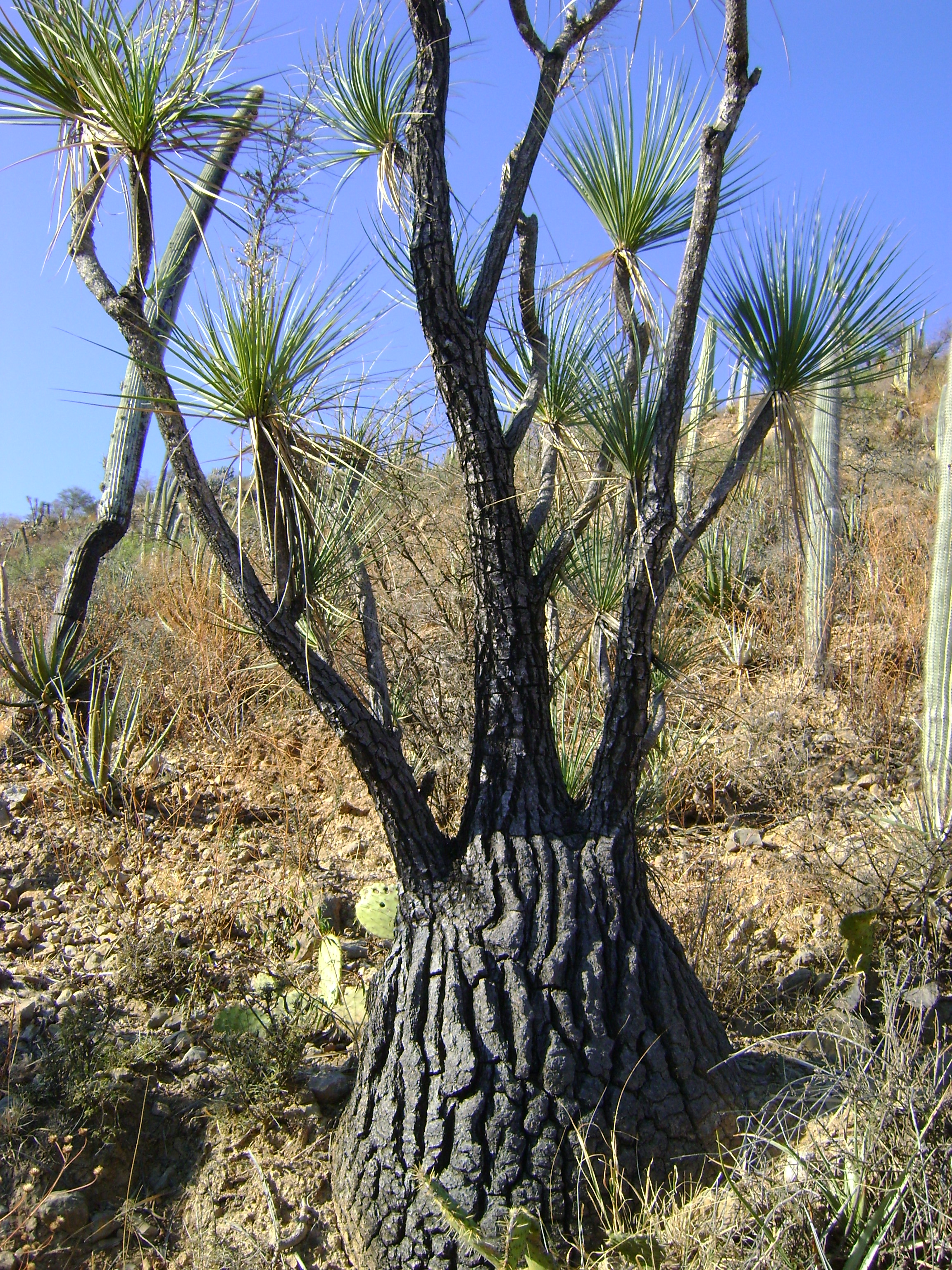
В природе
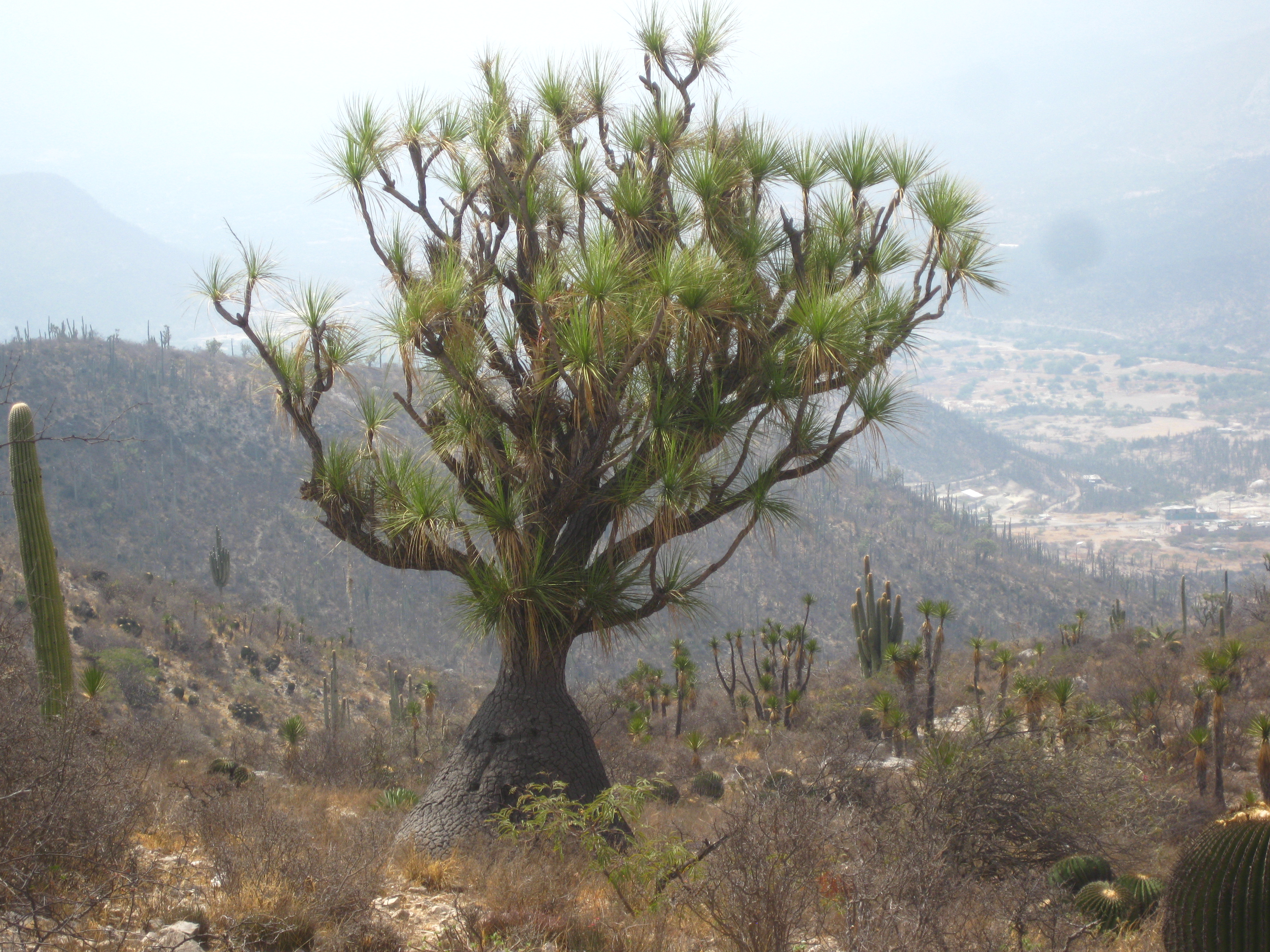
Общий вид
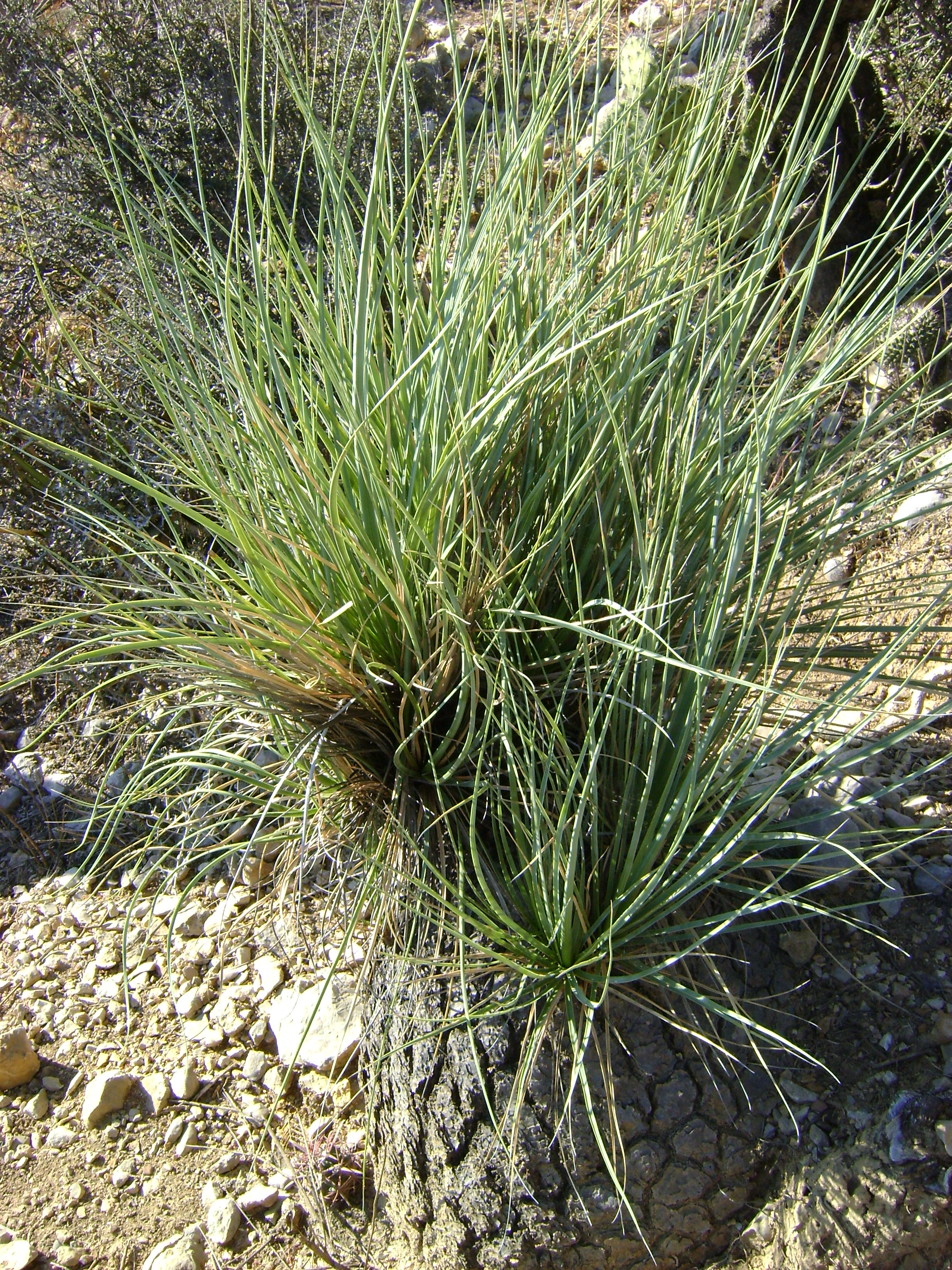
Листва
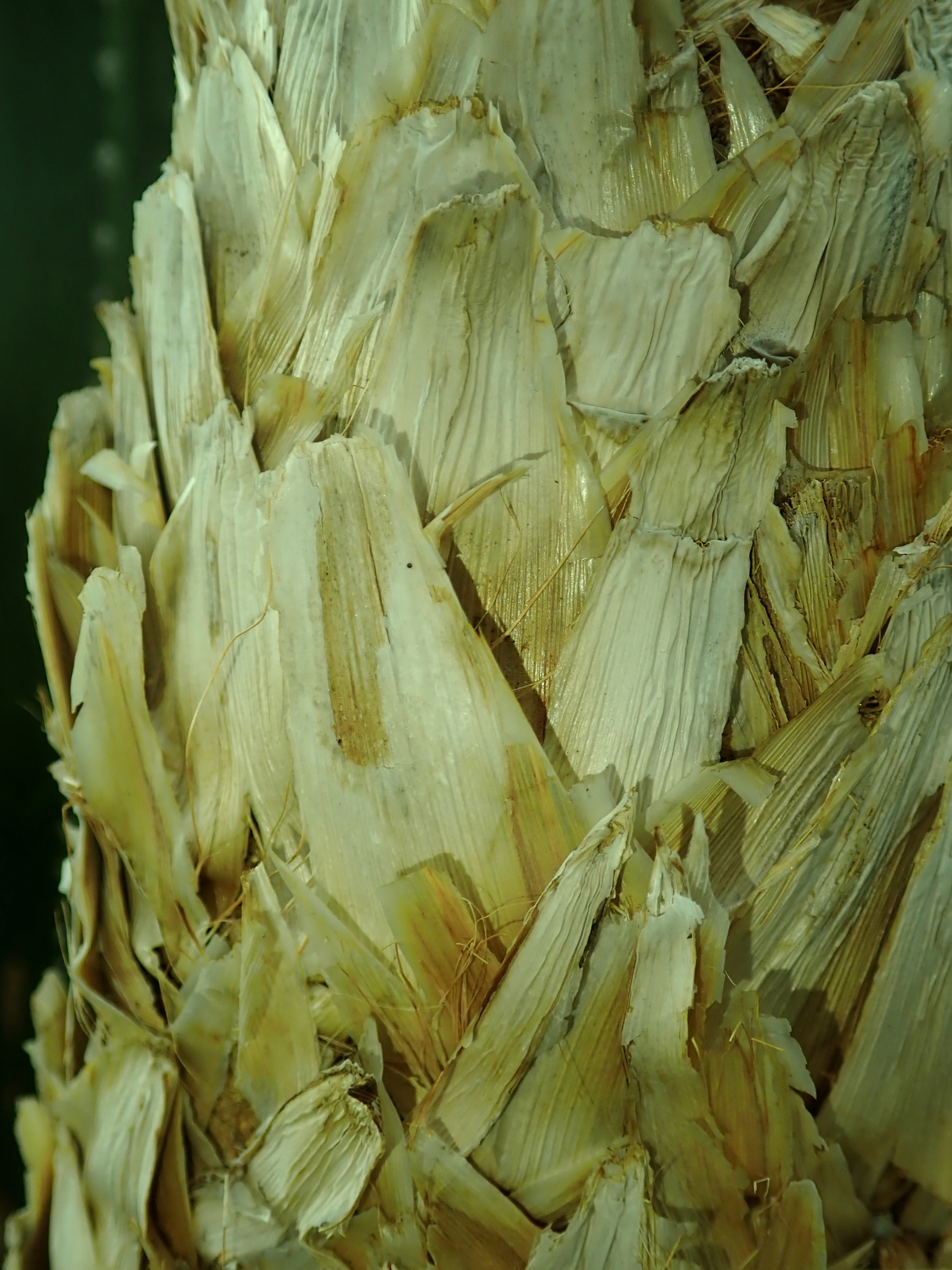
Ствол